# Bielawy
Bielawe [bjɛˈlavɨ] (en alemán: Bielawe, 1936-1945: Lindenkranz) es un pueblo ubicado en el distrito administrativo de Gmina Siedlisko, dentro del Distrito de Nowa Sól, Voivodato de Lubusz, en Polonia occidental. Se encuentra aproximadamente a 9 kilómetros al este de Siedlisko, a 16 kilómetros al este de Nowa Sól, y a 36 kilómetros al sureste de Zielona Góra.
El pueblo tiene una población aproximada de 750 habitantes.